# Ellomenos
Ellomenos (in greco Ελλομένος?) è un ex comune della Grecia nella periferia delle Isole Ionie (unità periferica della Leucade, sita sull'omonima isola) con 3352 abitanti secondo i dati del censimento 2001.
È stato soppresso a seguito della riforma amministrativa, detta Programma Callicrate, in vigore dal gennaio 2011 ed è ora compreso nel comune di Leucade.

## Località
Ellomenos è suddiviso nelle seguenti comunità (i nomi dei villaggi tra parentesi):
- Charadiatika (Charadiatika, Alatro, Steno)
- Fterno
- Katochori (Katochori, Desimi)
- Neochori (Neochori, Kallithea, Agios Christoforos, islet Madouri)
- Nydri (Nydri, Rachi)
- Platystoma (Platystoma, Perigiali)
- Poros (Poros, Mikros Gialos)
- Vafkeri
- Vlycho (Vlycho, Geni)